# قاو غرب
قرية قاو غرب هي إحدى القرى التابعة لمركز طما بمحافظة سوهاج في جمهورية مصر العربية. حسب إحصاءات سنة 2006، بلغ إجمالي السكان في قاو غرب 15114 نسمة، منهم 7624 رجل و7490 امرأة.